# 스카이바운드
《스카이바운드》(영어: SKYBOUND)은 2017년 11월에 개봉한 독일의 액션, 스릴러 영화이다.
 알렉스 타바콜리가 감독을 맡았다.
 미국은 2017년 11월 7일에 대한민국은 2018년 11월 22일에 개봉되었다.

## 줄거리
착륙할 수 없는 비상 사태 발생!

초호화 개인 제트기로 LA를 향하는 5명의 탑승객.

갑자기 비행기의 모든 장비가 먹통이 된다.

기계실에 몰래 탑승한 의문의 승객은 공중 납치를 시도한다.

더 큰 문제는 핵폭발이 일어나서 지상은 불바다가 되었다.

착륙할 수도 없다.! 연료도 없다! 생존방법을 찾아라!

불가능한 생존 비행을 목격한다!

## 출연진
- 스칼렛 번 - 주연
- 가빈 스텐하우스 - 주연
- 타일러 파요스 - 주연